# Vidsel
Vidsel is een plaats in de gemeente Älvsbyn in het landschap Norrbotten en de provincie Norrbottens län in Zweden. De plaats heeft 569 inwoners (2005) en een oppervlakte van 77 hectare. De plaats ligt aan de rivier de Pite älven. De plaats Älvsbyn ligt ongeveer vierendertig kilometer ten zuidoosten van Vidsel. De directe omgeving van de plaats bestaat voornamelijk uit naaldbos.

## Verkeer en vervoer
Bij de plaats loopt de Länsväg 374.
Bestuurscentrum: Älvsbyn
Tätort: Korsträsk · Vidsel · Vistträsk
Småort: Bredsel · Nybyn · Nystrand · Pålsträsk · Tvärån · Övrebyn · Övre Tväråsel
Overig: Arvidsträsk · Granträsk (Älvsbyn)